# Csap (település)
Csap (ukránul: Чоп [Csop], szlovákul: Čop) területi jelentőségű város Ukrajnában, Kárpátalján, az Ungvári járásban.

## Földrajz
Csap Kárpátalja nyugati részén, a Kárpátaljai-alföldnek a Csapi-Munkácsi-síkság területén helyezkedik el. Átlagos tengerszint feletti magassága 108 méter. A várostól délre a Tisza, északra a Latorca folyik. A folyószabályozásokig Csapot gyakran fenyegette a Tisza és a Latorca árvizeivel. A környék fő domborzatformáit a folyók alakították ki. A terület döntő többsége mára szántóföld, kert, rét és legelő, míg fás területek csak a folyók árterületén találhatóak.
Ungvártól 24 km-re, a Latorca és a Tisza között, az ukrán–magyar–szlovák hármashatár szögletében fekszik. A főváros, Kijev, 780 km-re található Csaptól. Szomszédos települései: Tiszaásvány (Тисаашвань), Csarondahát (Червоне), Kistéglás (Тийглаш), Tiszasalamon (Соломоново), Záhony, Zsurk.

## Nevének eredete
„CSAP … [1281: Chap…]. Puszta személynévből keletkezett magyar névadással; vö. 1270 Chop személynév … Az alapjául szolgáló szn.-hez vö. talán lehet Czop szn. … – A szlovák Čop 'Csap' a magyarból, az ukrán Чоп pedig a szlovákból származik.”

## Történelem

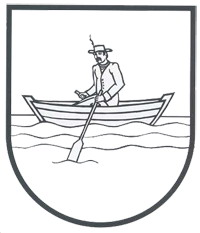
Csap régi címere

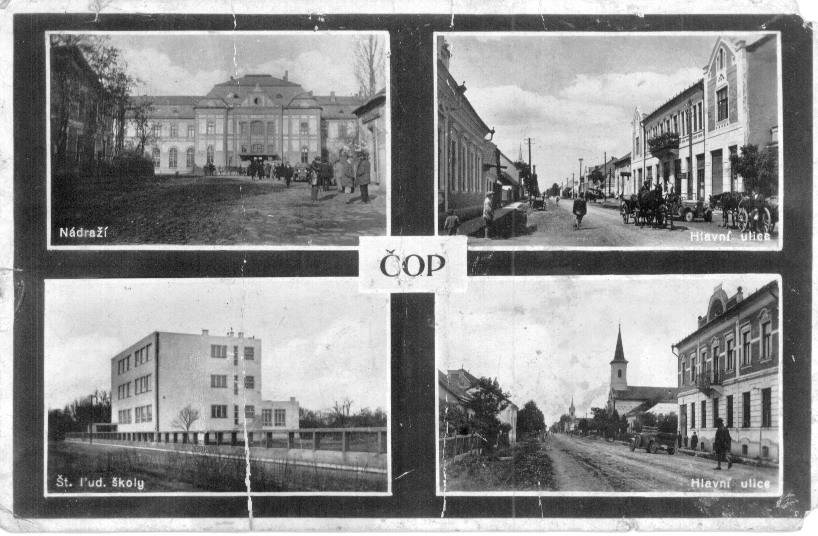
Csap a csehszlovák időszakban (1930-as évek)

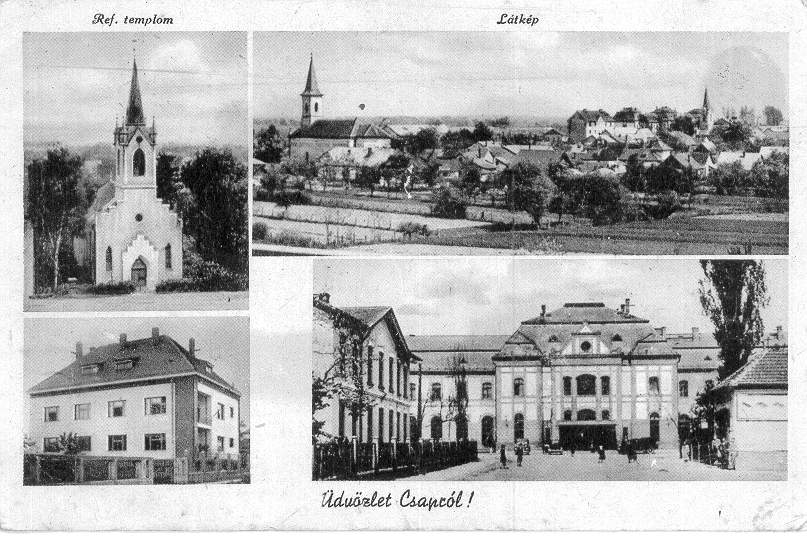
Csap az 1940-es évek elején

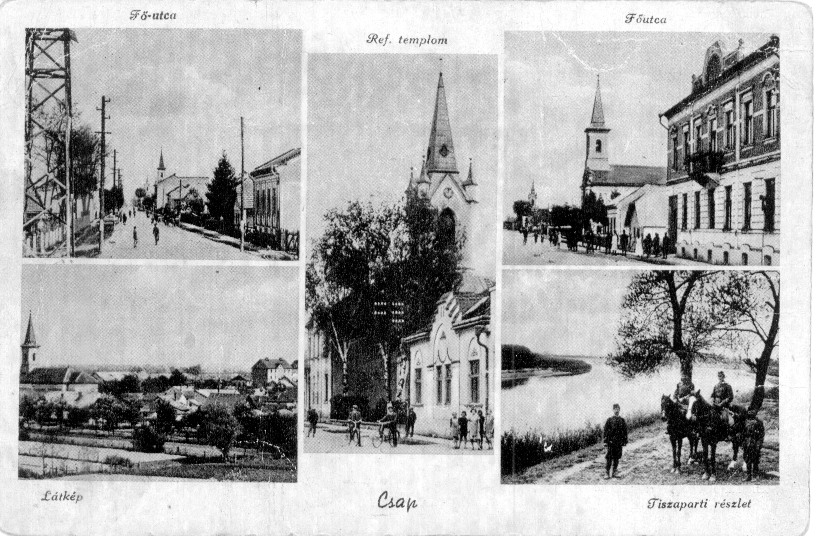
Csap az 1940-es évek elején

Csap a Baksa nemzetség Tisza melletti birtokainak egyike, akik 1281–1298 között szerezték.
A város keletkezéséről két monda is megemlékezik. Az első így szól:
A Tisza partján lévő kastélyban élt Micbán feleségével és öreg nénjével. Felesége áldott állapotban volt, amikor a kötelesség hadba szólította a kastély urát. Egyszer egy koldusasszony ikergyermekeivel alamizsnáért könyörgött Micbán feleségénél. A büszke úrnő durván elutasította: „Takarodj! Tisztességes asszonynak egyszerre két magzata nem lehet!” A koldusasszony megátkozta: „Ha te az én kétszeres anyai áldásomat kétségbe vonod, a jó Isten adjon neked hétszereset!” A sors Micbánnét hét fiúval áldotta meg egyszerre. Az úrnő nagyon megijedt, mivel ebben az időben Istencsapásnak számított ikreket világra hozni. Nénje tanácsára hatot kosárba tettek, és a Tiszába dobtak. Egy halász talált rájuk, hazavitte, és felnevelte őket. 16 évesek voltak a fiúk, amikor Micbán megjött a háborúból, s nagy mulatságot rendezett. A mulatságon a fiúk énekbe foglalva adták elő életük történetét. Micbánné elájult, majd beismerte bűnét. Férje nagyon megörült fiainak, mindegyiknek birtokot adott, akikről a következő falvak is nevüket nyerték: Lónya, Szalóka, Eszeny, Ásvány, Csap, Szürte, Telek. Öreg nénjét ló farkához köttette, hátára táblát akasztatott „E szenny” felirattal, és addig vonszoltatta a falun körül, míg darabokra nem szakadt.
A második monda így szól:
A király erre utazott, és kocsisára kiáltott : „Csapj közé, fiam, Salamon, mert itt ragadunk ebbe az ásványba!” Ez a királyi mondás három falunak adta nevét. Ezek a falvak: Csap, Salamon és Ásvány.
A Zichy Kódex (1346) már „Csap” alakjában említi a községet. A Csapyak az – eszenyi és a polyánkai – Boksa nemzetségből származnak. A Baksa nemzetség első ismert őse Tamás, ennek fia Simon comes. A Csapyak Csap földjét, melyről nevüket vették, 1282-ben vásárolták a Bechegregor nembeli Apa fiaitól. 1284-ben már Rátnak is urai, 1286-ban Ásvány is birtokuk. Vagyonuk, hatalmuk és különösen Ungban, tekintélyük is egyre nő. A község nevét a 14. században Chap, Chop alakban használják. A Sztáray kódex 1390. május elsején kelt CCCVII. sz. okleveléből már a község urát is ismerjük, Csapy Tamás és fia Miklós személyében. A Csapyak régóta persona graták voltak a királyi udvarban. A Csapyak vitézségének hírétől visszhangzott az egész ország. Zsigmond király címert adományozott nekik (1418) és Csapy András, a rettegett hős a sárkány rend lovagja lett. A település 1427-ben 26 jobbágyportából áll. Urai királyhű emberek voltak, Csapy László, mint „aug. imperatoris secretarius” (udvari titkár) 1433. július 13-án Rómában járt Zsigmond kíséretében.
A Dózsa György vezette parasztháborúban a csapi Borsvai Péter osztaga is jelentkezett. 1550-ben már több nemes is részes a községben, ekkor 5 porta nagyságú a falu. A Csapyak a 16. században haltak ki. Később a tatárok a települést majdnem elpusztították, lakosságát elhurcolták vagy megölték. 1605-ben Bocskai István, majd a 17. század későbbi éveiben a Vécsey családot említik birtokosként. A megyei adólajstrom 1696-ban 7 jobbágy és 4 zsellér család nevét tartotta fenn, valamennyien magyarok. A csapiak az 1697-es tokaji felkelésben, majd az 1703–1711-es Rákóczi-szabadságharcban is harcoltak. 1720-ban 9 jobbágy nevét vették fel az országos összeírásba, közülük 7 magyar és 2 ruszin volt.
Vályi András leírása 1796-ból: „CSAP. Magyar falu Ungvár Vármegyében, birtokosai külömbféle Urak, lakosai katolikusok, és reformátusok, fekszik Kis Rátnak szomszédságában, mellynek filiája, Bereg Vármegyének is szomszédságában, a’ Tisza partyán helyheztetve, határjának jó termékenységéhez, ’s külömbféle vagyonnyaihoz képest, első Osztálybéli.”
1848-ban Csapon megalakult a nemzetőrség 36 fővel.
Fényes Elek leírása 1851-ből: „Csap magyar falu, Ungh vmegyében, a Tisza jobb partján: 146 kath., 415 ref., anyaszentegyházzal. Termékeny határa a Tisza és a Latorca áradásainak nagyon ki van téve.”
Az 1870-es években kezdődött a Csapon áthaladó vasút építése. Ettől fogva sínpálya kötötte össze a vidéket Galícia és Magyarország tájegységeivel. 1872-től vált Csap fontos közlekedési csomóponttá, amely a helyi lakosok nagy részének életét, a későbbiek folyamán nemzetiségi összetételét is gyökeresen megváltoztatta.
Az első világháború idején Csapon szállították keresztül a magyar csapatokat a keleti frontra. A település területén hadikórház is működött. 1919 januárjában a csehszlovák hadsereg megszállta Csapot. Április második felében megalakult a direktórium, miután az előző 14 napon keresztül itt vívta Kárpátalja egyik legvéresebb és leghosszabb csatáját az 5. Vörös gyalogos hadtest, a híres Ruszin Vörös Gárda és a munkácsi 2. Vörös ezred a megszálló cseh alakulatokkal. Július 25-én a magyar Vörös Hadsereg bombázni kezdte a települést. 1919. szeptember 10-ei saint-germain-i békeszerződés értelmében Csap Csehszlovákia fennhatósága alá került, de csak a trianoni békeszerződésben csatolták el Magyarországtól. 1920 előtt Ung vármegye Nagykaposi járásának Tiszaháti körjegyzőséghez tartozott.
A csehszlovák időszakban közigazgatásilag a szlovákiai Királyhelmeci járás (Kráľovský Chlmec) része volt, ami a Kassai megyéhez (Košická župa) tartozott. A két világháború között hozzátartozott a Csapi-tanya és a Malmok. Lakosai ekkor őstermeléssel, iparral és kereskedelemmel foglalkoztak. Tanügyét ebben az időben 1 állami rendszerű kisdedóvoda, 2 állami, 1 római katolikus népiskola, 1 községi iparos tanonciskola, 1 állami polgári és 1 községi gazdasági szakiskola látta el.
Az első bécsi döntést követően (1938. november 2.) visszacsatolták a Magyar Királysághoz. Ekkor Ung vármegye Ungvári járásának Csapi körjegyzőségéhez tartozott. 1941-ben Csapon létrehozták az Erődítési Csoportparancsnokságot a magyar királyi honvédség keretein belül, melynek az volt a feladata, hogy irányítsa az Árpád-vonal építését Kárpátalján. 1943 nyarán átszervezték és itt szervezték meg az I. Erődítési Csoportparancsnokságot.

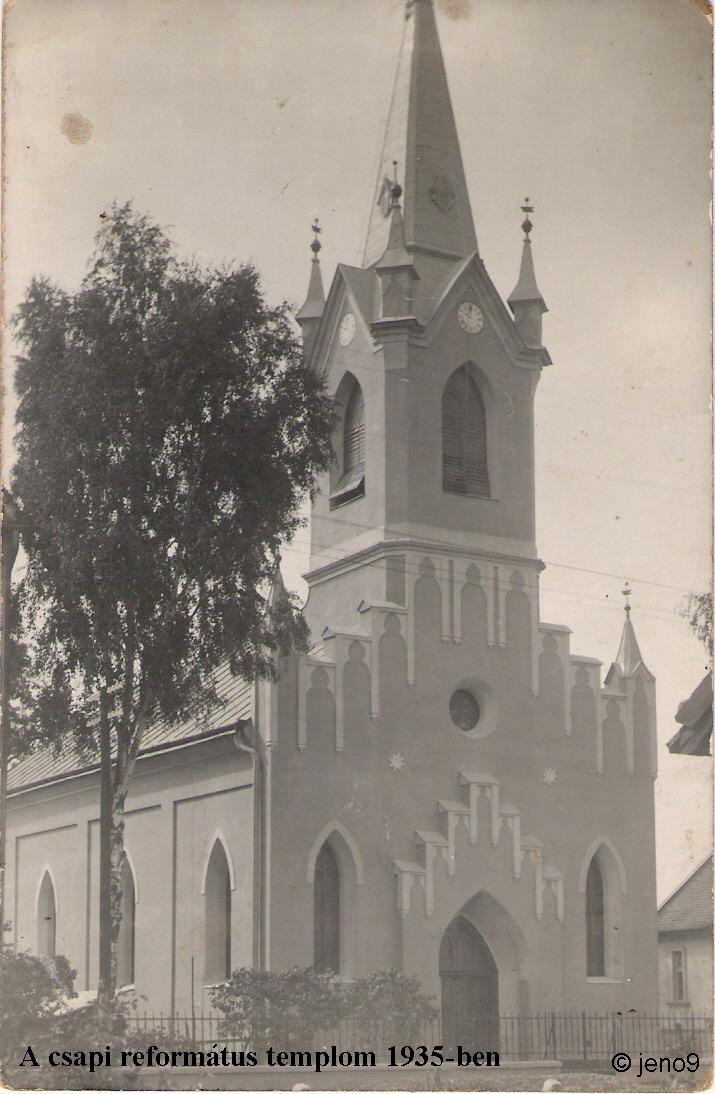
A csapi református templom, amely a második világháború végén megsemmisült

A második világháború idején Csapot a magyar–német hadsereg 1944. november 23-áig védelmezte a szovjet Vörös Hadseregtől közel egy hónapos véres harccal. Református templomát a visszavonuló német hadsereg felrobbantotta. 1945. június 29-e után az Ukrán SZSZK-hoz csatolták (a szovjet-csehszlovák szerződés értelmében).
A szovjetek – miután elfoglalták a várost – néhány napon belül összeterelték a tereprendezést vállaló férfinépet, azután a szolyvai gyűjtőtáborba hurcolták. Csapról a málenykij robot során 74 férfit hurcoltak el, ebből 36-an odahaltak. 1945-ben városi típusú település rangjára emelik. 1948-ban végbement a föld kollektivizációja. Létrehozzák a helyi kolhozt, amely két év múlva egyesült az ásványi kolhozzal, végül mindazokat a földeket, amelyek a település környékén voltak, az eszenyi kolhoz kapta meg. 1957-ben városi rangot kapott. 1989. május 26-án megalakult a Kárpátaljai Magyar Kulturális Szövetség csapi alapszervezete.
1991-től a független Ukrajna része. 2003-tól területi jelentőségű város. 2005. május 7-én a Csapi 2. Számú Középiskolában ünnepélyes keretek között emléktáblát avattak gróf Széchenyi István tiszteletére. 2006 nyarán és őszén felújították a Tisza-töltést.

## Önkormányzat és közigazgatás
- városi tanács címe magyarul: 89502 Csap, Bereg út 2
- városi tanács címe ukránul: 89502 м. Чоп, вул. Берег 2
- Polgármesteri hivatal telefonszáma: (+380 31 22) 71-12-12, 71-19-90
- Polgármesteri hivatal faxszáma: (380-312) 71-12-42
- Polgármesteri hivatal e-mail címe: Choprada@online.ua
- Városnap: augusztus 24.

## Népesség
- 1880 – összesen 1187 fő, magyar 1164 fő (98,1%)
- 1890 – összesen 1629 fő, magyar 1591 fő (97,7%), német 28 fő, szlovák 5 fő, egyéb 5 fő
- 1910 – összesen 2318 fő, magyar 2294 fő (99%)
- 1930 – összesen 3572 fő, magyar 2082 fő (58,3%)
- 1941 – összesen 3498 fő, magyar 3416 fő (97,7%)
- 1970 – összesen 5000 fő, magyar 2800 fő (56%)
- 1979 – összesen 7503 fő, magyar 3434 fő (45,8%)
- 1989 – összesen 9600 fő, magyar 3750 fő (39%)
- 2000 – összesen 10300 fő
- 2001 – összesen 9506 fő
- 2003 – összesen 8870 fő, ukrán 3548 fő (40%), magyar 3496 fő (39,2%), 20,8%-a cigány, orosz, szlovák, zsidó,[6] fehérorosz, román és egyéb nemzetiségű
- 2004 – összesen 8743 fő
- 2006 – összesen 8761 fő
- 2007 – összesen 8765 fő
- 2009 – összesen 8818 fő, ebből állandó 8777 fő

Csap lakosságának nemzetiségi összetételére hatással van, hogy Ukrajna egyik legfontosabb nemzetközi vasúti csomópontja. Bár a halálozások száma meghaladja a városban a születések számát, a lakosság száma ennek ellenére a folyamatos betelepülések következtében enyhén nő.
| Lakosok száma | 3572 | 8897 | 8626 |
|               | 1930 | 2019 | 2022 |

A népesség anyanyelv szerinti megoszlása a teljes népesség %-ában (2001)

## Gazdaság
Ma Ukrajna egyik legfontosabb vasúti csomópontja. Átrakodó állomása országos jelentőségű. Az európai nyomtávú (1435 mm) vasúti kerekeket itt cserélik ki az orosz szabványnak megfelelő, szélesebb (1520 mm) nyomtávúakra.
1996-ban egy 3 hektáros területen kamionterminált építettek, amely a Csap-Záhony közúti, nemzetközi határátkelő megnövekedett forgalmának tehermentesítésére épült. Az Avtoport-Csop naponta 180-200 kamiont képes fogadni és ellátni. Ennek és az 1997-ben két új forgalmi sávval bővített és felújított Tisza-hídnak köszönhetően a határátkelésnél megszűntek a végeláthatatlan kocsisorok és csökkent a várakozási idő is.
Ma a város és a környező falvak lakosságának a vasút, a különböző kereskedelmi, szolgáltató és szállítmányozási egységek biztosítanak munka- és kereseti lehetőséget.

## Közlekedés
A város országos jelentőségű vasúti csomópont. Határában nemzetközi vasúti- és közúti határátkelőhely működik. A következő vasútvonalak érintik:
- Budapest–Záhony-vasútvonal,
- Kassa–Csap-vasútvonal,
- Csap–Bátyú–Munkács–Lviv-vasútvonal,
- Csap–Ungvár–Szambir–Lviv-vasútvonal.

Itt halad el az E573-as európai út.

## Emlékhelyei, nevezetességei

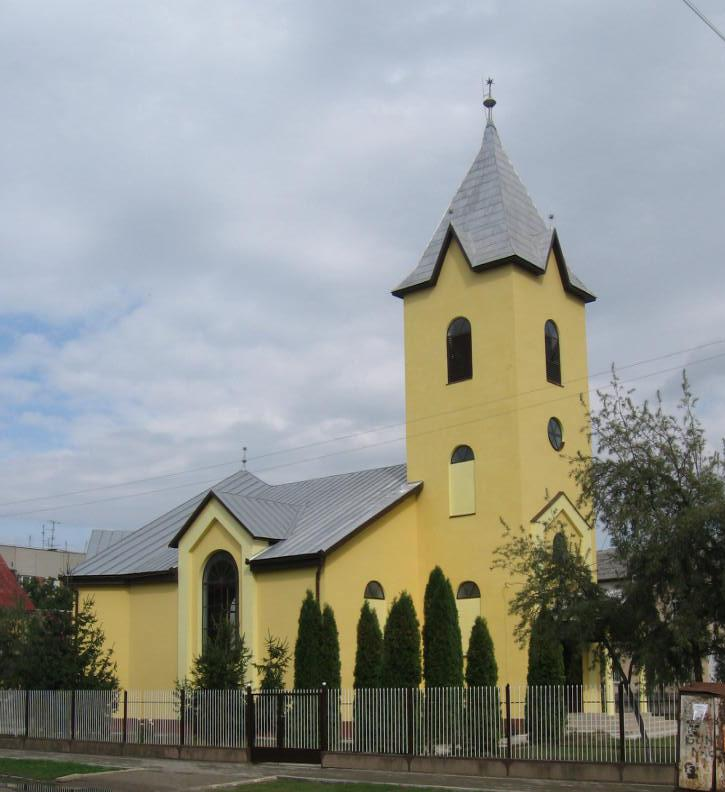
A csapi református templom (2007 ősze)

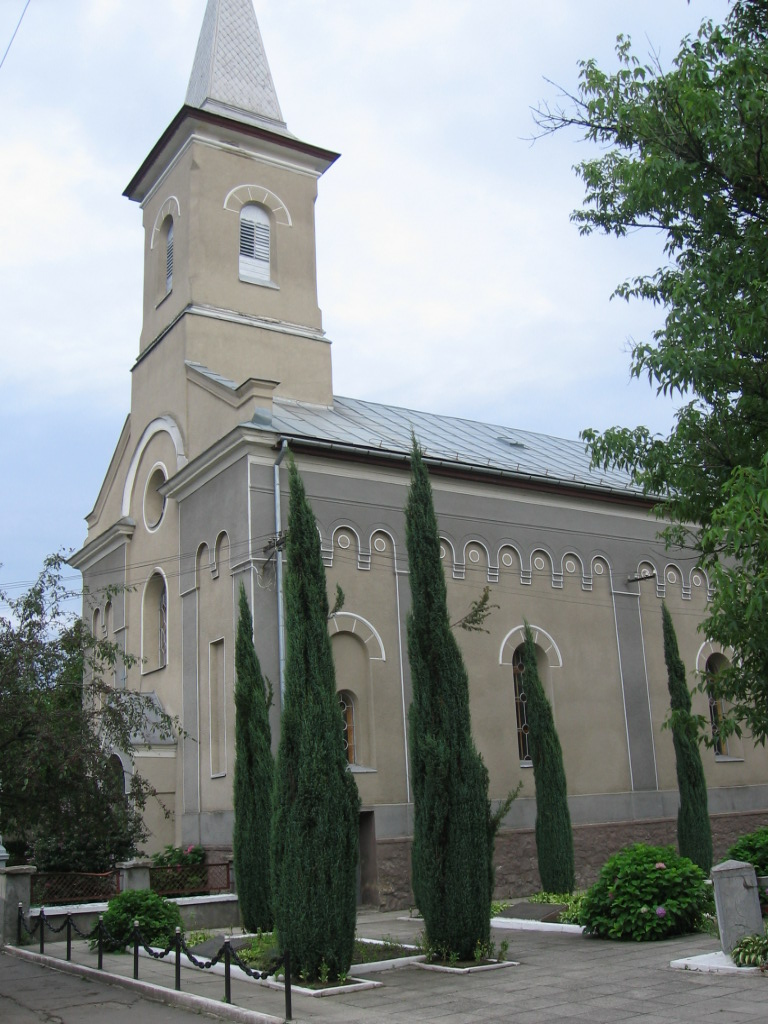
A csapi római katolikus templom

A 15. századi középkori temploma elpusztult, jelenleg is működő római katolikus templom épült a helyére 1903-ban. Belső felújítása 2007-ben kezdődött meg.
Az 1857-1902-ben épült református temploma a második világháború végén megsemmisült. A jelenlegi templomot 1996. augusztus 16-án szentelték fel. 2007 nyarán külső és belső felújítást hajtottak végre rajta.
Vasúti csomópont „sztálini” eklektikus állomás menti épületekkel, melyeket felújítottak, átalakítottak ill. átépítettek.
A KMKSZ itteni szervezete 1989. november 26-án a helyi temetőben emlékművet állított a második világháború és a sztálinizmus áldozatainak.
Csapon több emléktábla és emlékmű található. A régi városháza falán a település „felszabadítását” méltató emléktábla található. Mellette a művelődési ház falán szintén erről emlékezik meg egy másik emléktábla is. A katolikus templom és a művelődési ház között található a második világháborús szovjet katonai emlékmű, valamint az itt elesett szovjet katonák sírjai. A Bereg úton – az állomáshoz közel – a második világháborúban ártatlanul elesettek emlékműve áll egy kis parkban. A felújított vasútállomás épületén H. Kirpa emlékére állítottak egy emléktáblát, aki sokat tett a helyi vasút fejlesztéséért. Az öregek otthonában áll az Európa térről eltávolított Lenin-szobor.

## Testvértelepülései
- Milove, Ukrajna
- Sokołów Małopolski, Lengyelország
- Tiszacsernyő, Szlovákia
- Záhony, Magyarország
- Bicske, Magyarország